# 잔니 모란디

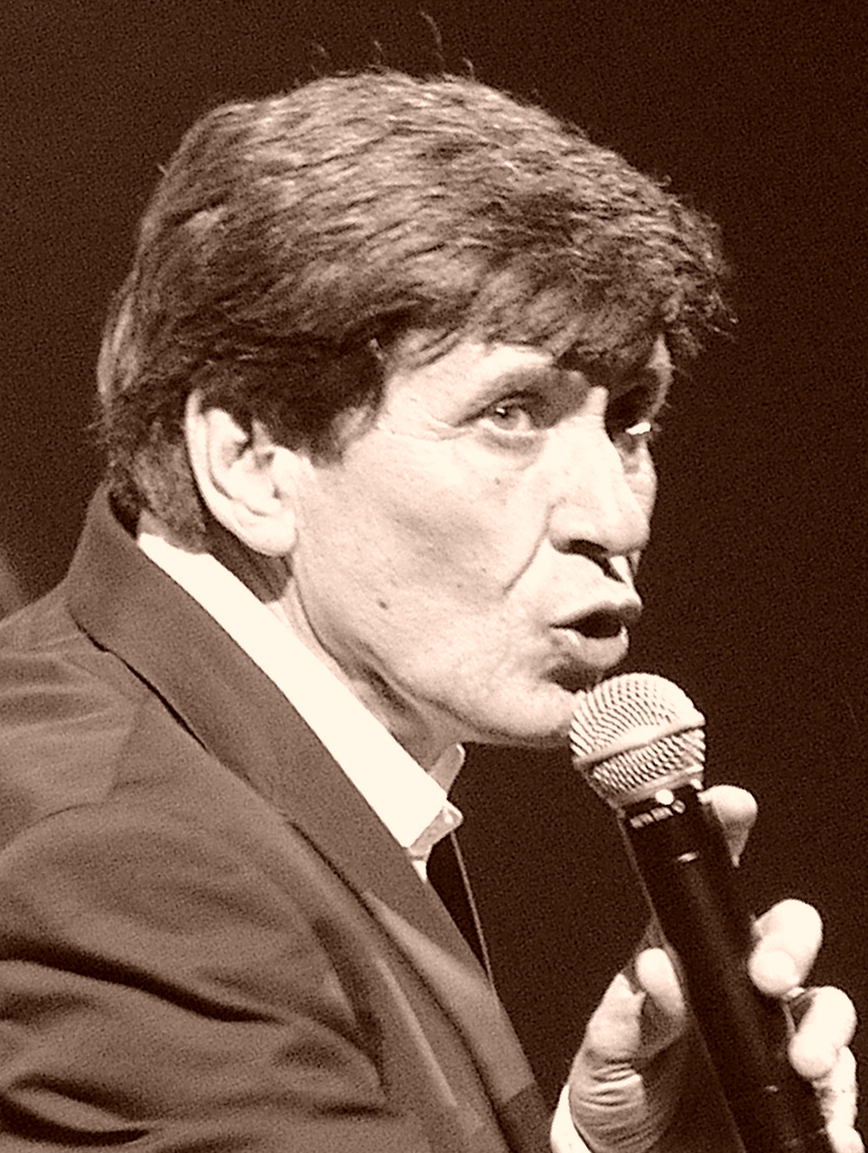

잔니 모란디(Gianni Morandi, 1944년 12월 11일 ~ )는 이탈리아의 대중가요 가수이다.

## 삶
볼로냐에서 태어났다.
유명한 작사가 미리아치의 추천으로 RCA 이탈리아나에 입사, <데이트 타임>을 취입하여 데뷔하였다. <선라이트 트위스트>로 히트하였으며 강렬한 리듬의 곡을 잘 다루어, 1963년에 부른 <당신에게 무릎을 꿇어>가 공전의 대히트를 하였다. 이후 발라드를 다루었으며, 젊음이 넘쳐흐르는 신선한 창법으로 사랑을 받았다. 신진가수 가운데서 인기의 톱을 차지하여 스타의 자리를 굳혔다.
1962년에 데뷔한 이래 이탈리아의 여러 가지 대중가요 페스티발에서 높은 점수를 받았고 우승을 차지하기도 했다. 1970년 유로비전 송 콘테스트에서 이탈리아 대표로 참가했으며 그가 부른 노래는 《Occhi di ragazza》였다.
"In ginocchio da te", "Non son degno di te", "Scende la pioggia" 등의 곡들은 각각 100만 장 이상 팔렸다. 2017년에 유명한 래퍼 Fabio Rovazzi와 함께 노래하였다.